# Чарнковські
Чарнковські гербу Наленч (пол. Czarnkowscy) — польський шляхетський рід. Прізвище походить від назви міста Чарнкув. Отримали графський титул.

## Представники
- Ян Сендзівой — граф на Чарнкуві,
  - Ян — канонік краківський, помер молодим
  - Мацей — граф на Чарнкуві, каштелян Бидгоща, дружина — Опалінська, мав 6 синів, 1 доньку
    - Анджей — єпископ РКЦ
    - Войцех (1579) — каштелян рогозінський, дружина — Барбара Ґурка, донька Анджея (†1551)
      - Анджей — воєвода каліський
        - Ян († бл. 1617), дружини — Зофія Гербурт (бл. 1600), Анна Могила[1]

      - Ян (†1618/1619) — каштелян сантоцький, мендзижецький, друга дружина — Зофія Гербурт (†1631)[2]

    - Барбара — дружина Ґжимултовського